# Biogenetische Grundregel

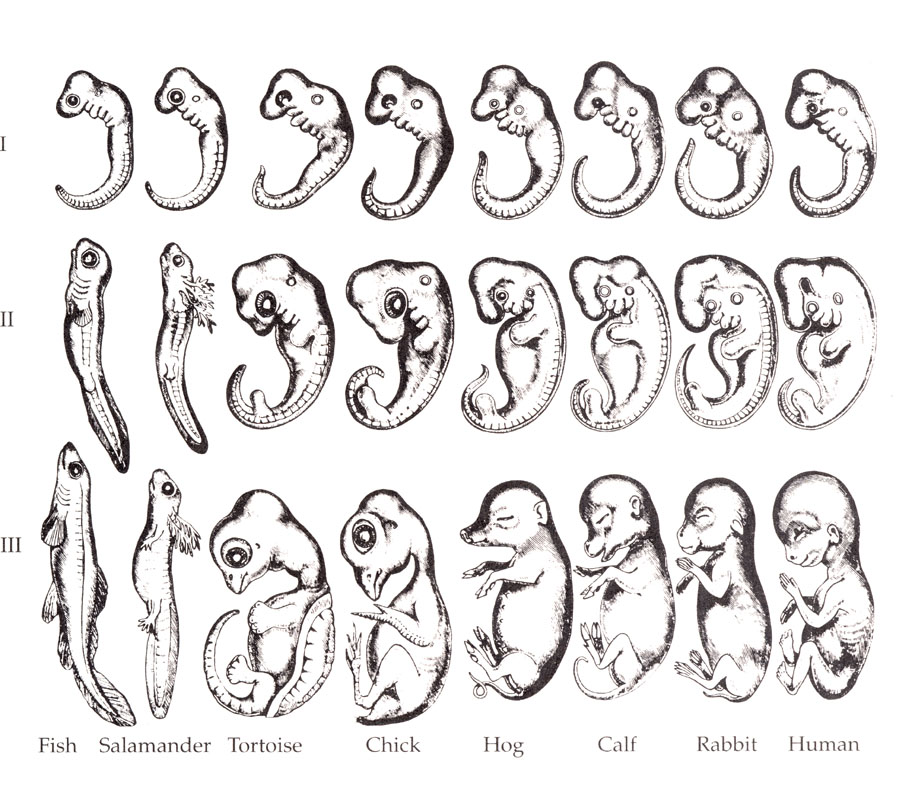
Illustration der biogenetischen Grundregel bei George Romanes (1892), vereinfacht nach Ernst Haeckels Anthropogenie (1874). Dargestellt sind von links nach rechts acht verschiedene Wirbeltiere in jeweils drei Embryonalstadien. Ein weiteres Beispiel für die biogenetische Grundregel wäre die Metamorphose der Froschlurche, die von ausschließlich aquatisch lebenden Vorfahren abstammen.

Die Biogenetische Grundregel (älter auch Biogenetisches Grundgesetz) ist eine von Ernst Haeckel konzipierte, 1866 in Generelle Morphologie. II: Allgemeine Entwickelungsgeschichte der Organismen veröffentlichte These, die einen bestimmten Zusammenhang zwischen der Entwicklung des einzelnen Lebewesens (Ontogenese) und seiner Stammesentwicklung (Phylogenese) behauptet. Sie besagt: „Die Ontogenese rekapituliert die Phylogenese.“
Ein grundsätzlicher Zusammenhang zwischen Ontogenese und Phylogenese ist nicht bestreitbar, da die DNA einerseits als der Bauplan des einzelnen Lebewesens und andererseits als das informationstheoretische Protokoll der Stammesgeschichte anzusehen ist. Haeckels These von der Wiederholung („Rekapitulation“) geht jedoch viel weiter.
Der Ausdruck Grundregel ist im deutschsprachigen Raum üblich, ansonsten wird der Ausdruck Rekapitulationstheorie verwendet (englisch recapitulation theory). Ihr Anspruch, ein biologisches Gesetz zu sein, gilt heute als widerlegt. Allerdings beschreibt sie das immer wieder zu beobachtende Phänomen, dass die Embryonen zweier verschiedener Tierarten sich ähnlicher sind als die erwachsenen Organismen. Ihre heuristische Bedeutung hat sie daher bis heute nicht verloren. Sie wird auch von modernen Disziplinen immer wieder aufgegriffen, wie der Evolutionspsychologie oder der Molekulargenetik.

## Geschichte

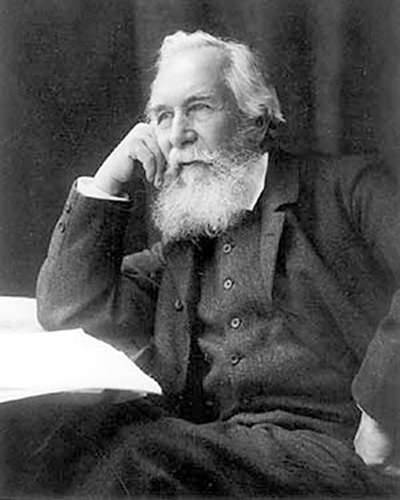
Ernst Haeckel

Ernst Haeckel formulierte 1872 sein bereits 1866 konzipiertes „biogenetisches Grundgesetz“ und seine Gasträatheorie (Keimblättertheorie). In nahezu allen Schriften Haeckels, die seinem Werk Generelle Morphologie nachfolgten und sich mit Evolution befassen, fasste Haeckel die „Thesen von dem Kausal-Nexus der biontischen und der phylogenetischen Entwicklung“, also der biogenetischen Grundregel, kurz so zusammen: 
„Die Ontogenesis ist eine kurze und schnelle Rekapitulation der Phylogenesis, bedingt durch die physiologischen Funktionen der Vererbung (Fortpflanzung) und Anpassung (Ernährung).“
Beziehungsweise:
„Die Keimesentwicklung ist eine gedrängte und verkürzte Wiederholung der Stammesentwicklung; die Wiederholung ist um so vollständiger, je mehr durch beständige Vererbung die ursprüngliche Ausgangsentwicklung beibehalten wird, hingegen ist die Wiederholung um so unvollständiger, je mehr durch wechselnde Anpassung die spätere Störungsentwicklung eingeführt wird.“
Diese Hypothese galt lange Zeit als wesentlicher Bestandteil der Phylogenetik und hatte hervorragende heuristische Bedeutung für die Erforschung der tatsächlichen Beziehungen zwischen Ontogenese und Phylogenese. Historisch gesehen konkretisierte Haeckel mit seiner These das sogenannte „Gesetz der korrespondierenden Stufen“ des deutschen Embryologen Karl Ernst von Baer, die Baersche Regel.
Eine strikte Umsetzung der postulierten Rekapitulation ist aufgrund vielfacher Anpassungen von Larven und anderen Entwicklungsstadien an die jeweilige Umwelt sowie an die Anforderungen der Zell- und Organdifferenzierung jedoch nicht gegeben. Daher spricht man – wenn überhaupt – auch nicht mehr vom biogenetischen Grundgesetz, sondern von der biogenetischen Grundregel, im nicht-deutschen Sprachraum nur von der Rekapitulationstheorie. Sie gilt nicht für den Genotypus, das heißt die genetische Bestimmtheit eines Lebewesens, sondern – falls man sie überhaupt akzeptiert – nur für den Phänotypus, das heißt für das äußere Erscheinungsbild.
Bei den Gegnern der Evolutionstheorie stand die biogenetische Grundregel als Beweis für das Evolutionsgeschehen schon immer rigoros unter Beschuss. Aber auch Haeckel selbst war bei seiner Argumentation nicht immer frei von Polemik.

## Beispiele
Beispiele für den Zusammenhang zwischen Ontogenese und Phylogenese finden sich bei den meisten vielzelligen Tieren sowie – eingeschränkt – auch bei Pflanzen:
- Einige Urmünder (Protostomia) und Neumünder (Deuterostomia) bilden eine Blastula (Blasenkeim) aus, in die sich dann der Urdarm (Archenteron) einsenkt. Das dadurch entstehende (Gastrula-)Stadium ist anatomisch einem Hohltier ähnlich.
- Auch der Mensch und andere Säuger bildet im Alter von wenigen Wochen nach der Befruchtung in der Halsregion Kiemenspalten aus, die zum Beispiel teilweise zum Zungenbein umgebaut werden. Einige Kritiker sind der Ansicht, dass die Interpretation dieser unausgebildeten Organe als „Kiemen“ unzulässig sei. Doch gibt es keine schlüssige Deutungsalternative für diese Strukturen, die genau dort auftreten, wo Kiemen zu erwarten wären. Gestützt wird die Kiemenhypothese durch das dazu passende Blutgefäßsystem und die Nervenversorgung der Kiemenbögen.
- Ein weiteres Beispiel von Säugetieren wäre der embryonale Umbau des primären („Reptil-“)Kiefergelenks zum Hammer-Amboss-Gelenk des Mittelohrs und die Neubildung des sekundären Säugetier-Kiefergelenks.
- Noch vor der Wirbelsäule wird die Chorda angelegt, wie sie bei Lanzettfischchen zu finden ist.
- Der Fetus weist am ganzen Körper eine Behaarung auf, das sogenannte Lanugohaar.
- Der menschliche Embryo besitzt eine Schwanzwirbelsäule, die annähernd so groß ist wie bei einem entsprechenden Schweineembryo und erst später reduziert wird.
- Larven von Plattfischen, zum Beispiel der Scholle oder Flunder, haben ihre Augen noch auf jeder Körperseite, so wie andere Fische. Erst in der weiteren Entwicklung wandert ein Auge auf die künftige Oberseite.

## Interpretationen und Erklärungsansätze
Neben der klassischen Rekapitulationstheorie, wie Haeckel sie vertreten hat, gibt es eine schwächere Version, die Baersche Regel. Diese Regel von 1828, auch „Gesetz der korrespondierenden Stufen“ genannt, ging der Rekapitulationstheorie um fast 40 Jahre voraus. Sie besagt im Wesentlichen: „Die Larven oder Embryos zweier unterschiedlicher Arten ähneln einander stärker als erwachsene Exemplare derselben Arten.“
So schrieb von Baer damals über Wirbeltier-Embryos: „Ich kann absolut nicht sagen, zu welcher Klasse sie gehören. Es können Eidechsen, kleine Vögel oder sehr junge Säugetiere sein, so vollständig ist die Gleichheit in der Form des Aufbaus von Kopf und Rumpf bei diesen Tieren.“
Der Biologe Gregory Bateson griff diese Idee in seinem Buch Geist und Natur wieder auf. Zwar gebe es augenfällige Abweichungen von dieser Regel (Insektenlarven beispielsweise), dennoch liefere sie einen wichtigen Schlüssel zum Evolutionsprozess. Er verallgemeinerte die Aussage zur Formulierung, dass „Ähnlichkeiten den Unterschieden zeitlich vorausgehen“. Er lieferte auch einen Erklärungsansatz, warum das so sein sollte: Die evolutionäre Selektion nach einer genetischen Mutation ist konservativ. Eine Mutation, die das Embryonalstadium beeinflusst, wird tendenziell schneller ausgemerzt als eine Mutation, die erst später im Erwachsenen-Stadium greift. „Die Veränderung, die früher im Leben des Embryos Einfluss nimmt, muss eine längere und entsprechend komplexere Kette von späteren Ereignissen stören.“
In jüngerer Zeit wird die Rekapitulationstheorie im Zusammenhang mit den in den 1970er Jahren entdeckten Hox-Genen neu diskutiert. Bei diesen Genen handelt es sich um sehr alte und komplexe Gene, die sehr allgemeine Körperstrukturen festlegen und die sich in gleicher Form bei Tieren unterschiedlichster Gattungen zeigen. Diese Gene greifen relativ früh in die Embryonalentwicklung ein. So schreibt der Berliner Evolutionsbiologe Carsten Niemitz: „Es ist beeindruckend zu erleben, wie jene unvorstellbar alten Gene ihre Information in lebende Gestalt umsetzen, als wären wir Menschen so etwas wie Lanzettfischchen, die noch gar keinen Kopf besitzen, oder sogar noch einfachere winzige Meerestiere.“

## Die Embryonenkontroverse
Um die Abbildungen, die Haeckel verwendete, um das von ihm postulierte Gesetz sowohl zu belegen wie auch populär zu veranschaulichen und zu erläutern, entbrannte schon bald nach deren Veröffentlichung eine wissenschaftliche Kontroverse, in der die Abbildungen als viel zu stark schematisiert, oder sogar als gefälscht, zurückgewiesen wurden. Die Kontroverse geriet nach Haeckels Tod zunächst weitgehend in Vergessenheit, wurde jedoch durch eine Publikation im Jahr 1997 erneut ins Bewusstsein der Öffentlichkeit gerufen. Große Aufmerksamkeit erlangten die Vorwürfe insbesondere bei Kreationisten, die (fälschlicherweise) annahmen, dass die Biogenetische Grundregel, die fachlich bereits seit langer Zeit keine besondere Rolle mehr spielte, ein zentraler Beleg für die Richtigkeit der Evolutionstheorie gewesen sei.

### Fälschungsvorwürfe
Bereits 1868 warf der Zoologe und Anatom Ludwig Rütimeyer Haeckel erstmals vor, seine Abbildungen gefälscht zu haben, dieser Vorwurf wurde in den folgenden Jahrzehnten mehrfach wiederholt.
Michael Richardson von der St. George’s Hospital Medical School in London verwies 1997 auf gravierende Unterschiede bei Embryonen von Beuteltieren, Laubfröschen, Schlangen und Alligatoren, so dass er sich kaum vorstellen könne, dass Haeckels Zeichnungen echt waren. Er meint, sie seien Betrug.
Die Genetikerin und Nobelpreisträgerin Christiane Nüsslein-Volhard äußerte dazu in einem Interview:
„Ernst Haeckel hat gefälscht. Viele seiner Bilder von Organismen sind schlicht erfunden, um seine Theorie zu bestätigen …“
Wissenschaftshistoriker verweisen allerdings darauf, dass die in der Diskussion zumeist dargestellten Zeichnungen Haeckels zum großen Teil auf Skizzen seiner Vorgänger beruhen (z. B. von Baer 1828), ohne dass diesen die Fälschung vorgeworfen wurde (selbst Details und die Haltung einzelner Gliedmaßen sind oft identisch). Haeckels Beschreibungen repräsentierten demnach die Wahrnehmung zu Beginn des 19. Jahrhunderts. Auch stellten Haeckel & Co. die Embryonen präpariert dar, ohne Dottersack und Anhängsel – beschrieben meist im Klappentext zu den Tafeln, teilweise auch im Text –, während die zum Vergleich verwendeten Fotos diese oft zeigen.
Die wahrscheinlich in den Angriffen Anfang des 20. Jahrhunderts gemeinten „schematisierten“ Abbildungen finden sich in Haeckels Schöpfungsgeschichte (Berlin 1879, zwischen Seite 272 und 273).

### Kreationisten und biogenetisches Grundgesetz
Haeckel wurde aufgrund seiner von ihm Monismus genannten und oft polemisch scharf vorgetragenen Weltanschauung von zahlreichen Vertretern der christlichen Kirchen erbittert bekämpft, die seine Positionen als aggressive Grenzüberschreitungen auf von ihnen beanspruchtes Gebiet empfanden. In dieser Debatte spielte die Biogenetische Grundregel (damals noch „biogenetisches Grundgesetz“ genannt) eine wichtige Rolle.
Eine Keplerbund genannte christliche Organisation griff die 1907 von dem Zoologen Arnold Braß erneuerten Vorwürfe, einige der Embryonenbilder gefälscht zu haben, auf und trug sie in die breitere Öffentlichkeit. In der Tagespresse tobte daraufhin ein heftiger Kampf um „Haeckels Embryonenbilder“. Haeckel räumte ein, er habe manche Bilder schematisiert, was in der Wissenschaft üblich sei: „... will ich nur gleich mit dem reumütigen Geständnis beginnen, daß ein kleiner Teil meiner zahlreichen Embryonenbilder (vielleicht 6 oder 8 von Hundert) wirklich (im Sinne von Dr. Braß) ‚gefälscht‘ sind – alle jene nämlich, bei denen das vorliegende Beobachtungsmaterial so unvollständig oder ungenügend ist, daß man bei Herstellung einer zusammenhängenden Entwicklungskette gezwungen wird, die Lücken durch Hypothesen auszufüllen“. Ihren Abschluss fand diese Kampagne in einer Erklärung, die zahlreiche deutsche Biologen und Anatomen unterzeichneten. In ihr wird zwar Haeckel die Schematisierung als Fehlverhalten vorgeworfen, seine Deutung allerdings als richtig anerkannt. Dabei beriefen sich die Forscher auf neuere embryologische Studien, die weit genauer seien als das von Haeckel verwendete Material.
Sowohl der Keplerbund als auch der Monistenbund (eine freigeistige Vereinigung, die auf Haeckel zurückging) publizierten Dokumentationen über die Kampagne.
In vielen kreationistischen Schriften spielt das biogenetische Grundgesetz eine bedeutende Rolle und findet dort mehr Aufmerksamkeit als in der wissenschaftlichen Biologie. Die religiös motivierte Kampagne gegen Ernst Haeckel und „sein“ biogenetisches Grundgesetz bzw. die Evolutionstheorie wurde erstmals 1909 im Anschluss an einen Festvortrag Haeckels zur fünfzigsten Wiederkehr der Ersterscheinung von Charles Darwins Werk Die Entstehung der Arten laut.

## Wissenschaftliche Kritik
Bereits der Botaniker Carl Wilhelm von Nägeli (1817–1891) warf Haeckel vor, den Begriff Ontogenese mit der Embryonalentwicklung bzw. der aufsteigenden Phase der Individualentwicklung gleichzusetzen und zugleich einschlägige Erscheinungen wie den Generationswechsel bei Pflanzen auszuklammern. Auch sei die Vorstellung falsch, in der Individualentwicklung würden jeweils neue Stadien auf die zusammengedrängte und mehr oder weniger gestörte Rekapitulation der Phylogenese aufgestockt werden. Vielmehr können in jedem Stadium der Ontogenese tiefgreifend umgestaltende Veränderungen von evolutionärer Bedeutung auftreten.
Auch Stephen Jay Goulds Buch Ontogeny and Phylogeny steht der Theorie kritisch gegenüber und versucht, „den Geist Haeckels auszutreiben, so dass evolutionäre Entwicklungsbiologie diskutiert werden kann, ohne sich mit dem ‚biogenetischen Gesetz‘ befassen zu müssen“. Weiter kritisiert er Haeckels Bezugnahme auf Lamarck und dessen Theorien. Haeckel sah dagegen keinen unauflösbaren Widerspruch in den Theorien von Goethe, Darwin und Lamarck (siehe dazu Haeckels Werke Schöpfungsgeschichte und Generelle Morphologie).
2016 fanden Forscher der University of Pennsylvania anhand 350 Millionen Jahre alter fossiler Funde, vom Embryo bis zum Jungtier, von Aetheretmon-Fischen heraus, dass sich die Entwicklung dieses Ur-Fisches von derjenigen heutiger nicht unterscheidet und stellten so die Biogenetische Grundregel in Frage. Die von ihnen kritisierte These in Bezug auf die Bildung der symmetrisch gebauten Schwanzflosse der Fische stammt allerdings nicht von Haeckel, sondern wurde bereits 1842 von Louis Agassiz aufgestellt und unter anderem auch von Charles Darwin 1844 als Argument in seinem (unveröffentlichten) Essay aufgegriffen.

## Rekapitulation in der Evolutions- und Entwicklungspsychologie
Es wurde versucht, die Rekapitulationstheorie auch auf die Entwicklungspsychologie und die kulturelle Entwicklung des Menschen zu übertragen. Demnach sollen Kinder im Laufe ihrer Sozialisation Stadien der kulturellen Entwicklung des Menschen durchlaufen. Diese Ansätze galten lange als verfehlt, zumal sie ideologisch instrumentalisiert wurden, um etwa zu belegen, dass sich manche Kulturen in einem weiter entwickelten, andere dagegen in einem „primitiven“ Stadium befänden. Jüngere Forschungen aus dem Bereich der Evolutionspsychologie und der kognitiven Archäologie weisen jedoch zumindest auf Parallelen zwischen der kognitiven Evolution des Menschen und der kognitiven Entwicklung von Kindern hin. Dies betrifft unter anderem kognitive Leistungen und Merkmale wie Sprache, Musik, symbolisches Denken sowie generell das Zusammenwirken der kognitiven Module. Bei den erwähnten phylo- und onto-genetischen Parallelen handelt es sich aber, dem Humanethologen und Psychiater Gerhard Medicus zufolge, lediglich um Entwicklungsschritte vom Einfachen zum Komplexen. „Umwege“ entsprechend der biogenetischen Regel, wie sie bei den Kiemenbögen oder beim primären und sekundären Kiefergelenk vorliegen (siehe oben), gebe es demnach bei der psychomotorischen Entwicklung des Kindes nicht.

### Primärliteratur
- Haeckel Ernst: Generelle Morphologie. I: Allgemeine Anatomie der Organismen. II: Allgemeine Entwickelungsgeschichte der Organismen. Berlin 1866.
- Ernst Haeckel: Sandalion. Eine offene Antwort auf die Fälschungs-Anklagen der Jesuiten. 1.–5. Tausend. Neuer Frankfurter Verlag GmbH, Frankfurt a. M. 1910.

### Sekundärliteratur
- Erich Blechschmidt: Wie beginnt das menschliche Leben? Vom Ei zum Embryo. Stein am Rhein 1989, ISBN 3-7171-0653-8.
- Stephen Jay Gould: Ontogeny and Phylogeny. Harvard University Press, 1977, ISBN 0-674-63941-3.
- Reinhard Junker: Ähnlichkeiten, Rudimente, Atavismen. Hänssler-Verlag, Holzgerlingen 2002, ISBN 3-7751-3827-7.
- Werner A. Müller, Monika Hassel: Entwicklungsbiologie und Reproduktionsbiologie von Mensch und Tieren. Ein einführendes Lehrbuch. Berlin 2005, ISBN 3-540-24057-8.
- Christiane Nüsslein-Volhard: Das Werden des Lebens. Wie Gene die Entwicklung steuern. München 2004, ISBN 3-406-51818-4.
- Wilhelm Teudt: Im Interesse der Wissenschaft. Haeckels Fälschungen und die 46 Zoologen. Naturwissenschaftlicher Verlag des Keplerbundes, Godesberg 1909.